# گلشوار (میناب)
گلشوار، روستایی در دهستان حومه بخش مرکزی شهرستان میناب در استان هرمزگان ایران است.
این روستا  به باغهای بزرگ و سرسبز انبه اش معروف است و همیشه به خصوص در ایام تابستان به خاطر انبه و رطب باغهایش پذیرای مهمانهای زیادی از خود میناب و اقسا نقاط استان است.

## جمعیت
بر پایه سرشماری عمومی نفوس و مسکن در سال ۱۳۹۵، جمعیت این روستا برابر با ۴۱۷ نفر (۱۰۹ خانوار) بوده‌است.